# Catocala deuteronympha
Catocala deuteronympha är en fjärilsart som beskrevs av Otto Staudinger 1861. Catocala deuteronympha ingår i släktet Catocala och familjen nattflyn. Inga underarter finns listade i Catalogue of Life.